# コミュニティの働きかけと強靱性に関するグローバル基金
コミュニティの働きかけと強靱性に関するグローバル基金（コミュニティのはたらきかけときょうじんせいにかんするグローバルききん、Global Community Engagement and Resilience Fund: GCERF）は、スイスのジュネーヴに本部を置く非営利財団であり。暴力的過激主義による諸問題に対する強靱性を高めることを目指した、局地的な、コミュニティ・レベルの動きを支援することを目的とする、初めてのグローバルな取り組みである。略称の GCERF は「ジーサーフ」と呼ばれる。
『ガーディアン』紙は、この組織について「世界初のグローバルな反テロリズムの『銀行』(The world’s first global counter-terrorism “bank”)」と表現した。
この財団は、2013年9月27日にニューヨークで開催されたグローバル・テロ対策フォーラム (GCTF) の閣僚級会合において、アメリカ合衆国国務長官であったジョン・ケリーと、トルコの外務大臣であったアフメト・ダウトオールによって、創設が発表された。2014年9月9日には、正式に発足した。GCERF の本部の設置に関しては、スイスに本部を置く国際組織としての位置付けが、2015年5月26日に署名された。
19か国の基金拠出国と、民間寄付者たちは、GCERF の計画に、1億米ドル以上を拠出した。

## 被援助国
支援を受けている被援助国は以下の通りである。
- アルバニア
- バングラデシュ
- ボスニア・ヘルツェゴビナ
- ブルキナファソ
- ケニア
- コソボ
- マリ
- ニジェール
- ナイジェリア
- 北マケドニア
- フィリピン
- ソマリア
- スリランカ
- チュニジア

## 基金拠出国
基金拠出国は以下の通りである。
- オーストラリア
- カナダ
- デンマーク
- フランス
- ドイツ
- イタリア
- 日本
- リヒテンシュタイン
- モロッコ
- 欧州連合
- オランダ
- ニュージーランド
- ノルウェー
- カタール
- スペイン
- スウェーデン
- スイス
- イギリス
- アメリカ合衆国

日本は、2015年以来、ほぼ毎年、資金拠出をしており、2021年3月末までに約752万5千米ドル（日本円で約 8億5千万円）を支援している。2020年末までの累計拠出額では、1位のアメリカ合衆国、2位のオランダ、3位の欧州連合
 (EU)、4位のスイス、5位のカタールに次いで、6位となる貢献をしている。